# Trichuris suis
Trichuris suis (también conocido como tricocéfalo) es una especie de nematodo de la clase Adenophorea usado en terapia con helmintos.

## Ciclo de vida
El ciclo de vida de T. suis es directo y no requiere ningún host intermedio. Los huevos se pasan en las heces de los animales infectados, pero son unicelulares y no son inicialmente infecciosos. Las larvas infecciosas de la etapa J1 se desarrollan dentro de la cáscara en 3 semanas a 2 meses, dependiendo de la temperatura ambiental. La etapa J1 infecciosa dentro del huevo es altamente resistente y puede permanecer en esta forma durante varios años en condiciones favorables. Una vez que se ingiere el huevo J1 infeccioso, se digieren los tapones bipolares y las larvas J1 se incuban en el intestino delgado y el ciego. Las larvas J1 penetran en la mucosa a través de las criptas de Lieberkühn en el íleon distal, ciego y colon. Durante las siguientes 5 semanas, las larvas experimentan cuatro mudas (J2, J3, J4) a la etapa adulta (J5) dentro de las capas mucosas. El tercio posterior más grueso del adulto luego emerge a través de la superficie de la mucosa hacia la luz, mientras que los dos tercios anteriores delgados permanecen incrustados en las capas de la mucosa. Los adultos pueden recuperarse en cualquier lugar desde el íleon distal hasta el recto, pero la mayoría se localiza en el ciego y el colon proximal. El período prepatente es de 6 a 8 semanas y la vida útil es de 4 a 5 meses. 